# شقار أسطواني
الشُقار الأسطواني نوع نباتي ينتمي إلى جنس الشُقار من الفصيلة الحوذانية.

## البيئة والانتشار
موطنه الأصلي منطقة سهوب البراري في الوسط الشمالي لأمريكا الشمالية (شمال الولايات المتحدة وجنوب كندا).

## الوصف النباتي
نبات عشبي معمر أزهاره بيضاء. ينتشر النبات بالجذامير.